# Ганс Людендорф
Фрідріх Вільгельм Ганс Людендорф (нім. Friedrich Wilhelm Hans Ludendorff; 26 травня 1873 — 26 червня 1941) — німецький астроном, член Берлінської академії наук.
Родився в Тунові (нині Дуново, Померанія). Молодший брат Еріха Людендорфа. У 1897 році почав працювати асистентом в гамбурзькій обсерваторії, з 1898 працював у Потсдамській обсерваторії (у 1921—1939 — директор).
Основні наукові роботи присвячені вивченню спектрально-подвійних і змінних зірок, Сонця. Спільно з Г.Ебергардом отримав кілька тисяч спектрограм спектрально-подвійних зірок і з їхньою допомогою розрахував орбіти цих зірок і визначив їхні маси. Встановив затемнювану природу унікальної системи ε Візничого і знайшов його період (27 років). Провів статистичне дослідження орбіт спектралию-подвійних зірок, знайшов кореляцію між величиною ексцентриситету і довжиною періоду. Виконав також статистичне дослідження кривих блиску цефеїд і довгоперіодичних змінних, виявив залежності між формою кривої блиску і періодом для обох типів зірок і залежність амплітуди від довжини періоду у M-зірок з емісійними лініями. У 1924 запропонував систему класифікації змінних зірок за їхніми кривим блиску; в цій системі розрізнялися десять типів змінних. Показав, що розподіл інтенсивності в безперервному спектрі сонячної корони такий же, як і в спектрі фотосфери; знайшов зв'язок між формою корони і ступенем активності Сонця.
Ряд робіт Людендорфа відноситься до історії астрономії, зокрема епохи Ренесансу. У 1930-і роки займався вивченням астрономічних знань стародавніх мая. Встановив астрономічний зміст багатьох написів мая, показав, що мая вміли пророкувати моменти затемнень і знали синодичний і сидеричний періоди обертання планет.
Тричі обирався головою Німецького астрономічного товариства.

## Нагороди
- Галліполійська зірка (Османська імперія)